# 古氏十字鯰
古氏十字鯰，為輻鰭魚綱鯰形目毛鼻鯰科的其中一種，為熱帶淡水魚，分布於南美洲Daraá河流域，體長可達2.7公分，棲息在底層水域。